# Euacasta antipathidis
Euacasta antipathidis is een zeepokkensoort uit de familie van de Archaeobalanidae.